# Wrigley & Co.
Die Wrigley & Co. Ltd. war ein britischer Automobilhersteller, der nur 1913 in Birmingham ansässig war.
Der Wrigley war ein Cyclecar, das von einem Reihenzweizylindermotor angetrieben wurde. Der Motor wird mit 7/9 hp angegeben.